# 扁果唐松草
扁果唐松草（学名：Thalictrum foetidum var. glabrescens）为毛茛科唐松草属下的一个变种。

## 扩展阅读
- 維基物種上的相關：扁果唐松草